# Stein Huysegems
Stein Huysegems (16 de junio de 1982 en Herselt) es un futbolista belga que se desempeña como delantero en el Berlaar-Heikant.

## Carrera
Debutó en 1998 en el Lierse SK y después de cinco años muy productivos, en 2003, partió a los Países Bajos para firmar con el AZ Alkmaar, donde se desempeñó hasta que en 2006 el Feyenoord Róterdam lo adquirió para su plantel. Al no tener mucha continuidad decidió dejar el club en 2007 y fichar con el Twente, pero, a pesar de haber jugado dos años en el club, tampoco encontró la continuidad deseada y volvió a Bélgica en 2009 para jugar en el KRC Genk. Estuvo a préstamo una temporada en el Roda JC, hasta que en 2011 regresó al club donde había jugado la primera vez, el Lierse. Disputó la Primera División de Bélgica 2011/12, pero su bajo rendimiento lo obligó a dejar el equipo. En 2012 firmó con el Wellington Phoenix neozelandés y fue el goleador del club en la temporada 2013/14, pero no llegó a un acuerdo con la directiva por la extensión de su contrato y se alejó del Phoenix en 2014. Un tiempo después firmó con el Dessel y en 2016 pasó al Berlaar-Heikant.

### Clubes
| Club                 | País          | Año       |
| -------------------- | ------------- | --------- |
| Lierse SK            | Bélgica       | 1998-2003 |
| AZ Alkmaar           | Países Bajos  | 2003-2006 |
| Feyenoord Róterdam   | Países Bajos  | 2006-2007 |
| Football Club Twente | Países Bajos  | 2007-2009 |
| KRC Genk             | Bélgica       | 2009-2011 |
| Roda JC (a préstamo) | Países Bajos  | 2010-2011 |
| Lierse SK            | Bélgica       | 2011-2012 |
| Wellington Phoenix   | Nueva Zelanda | 2012-2014 |
| KFC Dessel Sport     | Bélgica       | 2014-2016 |
| FC Berlaar-Heikant   | Bélgica       | 2016-2019 |

### Selección nacional
Disputó con Bélgica 16 encuentros internacionales.